# ГЕС Цинтунся
ГЕС Цинтунся (кит.: 青铜峡水电站) — гідроелектростанція на півночі Китаю у провінції Нінься. Знаходячись між ГЕС Шапотоу (вище по течії) та ГЕС Ваньцзячжай, входить до складу каскаду на одній із найбільших річок світу Хуанхе (можливо відзначити, що між станціями Qīngtóngxiá та Wànjiāzhài річку перекриває гребля комплексу іригаційного призначення Sānshènggōng, проте з ним асоційована генеруюча потужність лише у 2 МВт).
У межах проєкту річку перекрили бетонною гравітаційною греблею висотою 43 метри та довжиною 667 метрів, яка утворила водосховище із припустимим коливанням рівня поверхні в операційному режимі між позначками 1151 та 1156 метрів НРМ. Водойма мала площу поверхні 113 км2 та первісний об'єм у 606 млн м3 (корисний об'єм 320 млн м3), який, утім, швидко скоротився внаслідок нанесення осаду.
Інтегрований у греблю машинний зал обладнали вісьмома бульбовими турбінами — сімома потужністю по 36 МВт та однією з показником у 20 МВт, які використовували напір від 16 до 22 метрів (номінальний напір 18 метрів) та забезпечували виробництво 1285 млн кВт·год електроенергії на рік. У 1993-му додали ще один гідроагрегат, що довело загальну потужність станції до 302 МВт, а виробітку — до 1350 млн кВт·год.